# Knock Knock Knock
Knock Knock Knock (Originaltitel: Cobweb) ist ein US-amerikanischer Horrorfilm von Regisseur Samuel Bodin, in dem ein Junge mit überfürsorglichen Eltern seltsame Klopfgeräusche aus der Wand seines Zimmers hört. Der Film kam am 21. Juli 2023 in die US-amerikanischen und am 1. Mai 2024 in die deutschen Kinos. Die Hauptrollen übernahmen Woody Norman, Lizzy Caplan und Antony Starr.

## Handlung
Der achtjährige Peter ist ein Außenseiter, hat keine Freunde und wird in der Schule immer wieder vom gleichaltrigen Brian gemobbt. Seine Freizeit verbringt er daher größtenteils in seinem Kinderzimmer, wo er schon bald seltsame Klopfgeräusche und eine Stimme aus der Wand hört. Seine emotional distanzierten Eltern Carol und Mark schenken Peter aber keinen Glauben und wollen ihm einreden, dass die Geräusche einzig seiner lebhaften Phantasie entspringen würden. Der vollkommen verängstigte Peter weckt daraufhin die Aufmerksamkeit der gutmütigen Vertretungslehrerin Miss Devine – sehr zum Unmut seiner Eltern, die ihm verbieten, an Halloween um die Häuser zu ziehen.
Als Peter beginnt, mit der Stimme hinter der Wand zu reden, gibt sich das Mädchen als seine ihm unbekannte Schwester zu erkennen. Sarah führt aus, dass sie noch vor Peters Geburt in einem Geheimraum eingesperrt wurde und ihm dasselbe drohe, sollte er ihr nicht zur Flucht verhelfen. Ihre gemeinsamen Eltern hätten Jahre zuvor schon einmal ein Mädchen aus der Nachbarschaft getötet, als diese Sarah zu Gesicht bekam. Peter gräbt im Vorgarten, findet die sterblichen Überreste des Mädchens und baut so Vertrauen zu seiner Schwester auf.
Zunehmend unter Kontrolle von Sarah stehend, schubst Peter in der Schule Brian die Treppen herunter und wird daraufhin vom Unterricht suspendiert. Seine Eltern sperren ihn zu Hause zur Strafe in den Keller und halten ihn auch vor Miss Devine versteckt, die sich aus Sorge nach dem Jungen erkundigen wollte. Da seine Eltern weiterhin die Existenz seiner Schwester leugnen, beschließt Peter, beide beim Abendessen mit Rattengift umzubringen. Nach Marks Ableben geht Carol mit einem Messer auf ihren eigenen Sohn los, wird von Peter aber von der Treppe gestoßen. Als der Junge daraufhin seine Schwester aus der Gefangenschaft befreit, schauen ihn zwei leuchtende Augen aus der Dunkelheit an.
Peter versteckt sich aus Angst in seinem Zimmer. Von dort verfolgt er mit, wie Brian und ein paar Freunde erscheinen, um sich bei ihm zu rächen. Nacheinander werden alle von der entstellten Sarah umgebracht, die in ihrer Zeit in Gefangenschaft auch gelernt hat, an den Wänden zu laufen. Peter stellt sich seiner Schwester und wird von dem Wesen in ihr Verlies gesperrt. Nur mithilfe von Miss Devine, die er zuvor telefonisch um Hilfe gebeten hat, gelingt es beiden, Sarah wieder zurück in ihre Zelle zu sperren.

## Produktion
Im Mai 2020 kündigte Lionsgate den Horrorthriller Cobweb an, der von einer Familie handelt, die sich mit seltsamen Geräusche aus den Wänden konfrontiert sieht. Das Drehbuch wurde von Chris Thomas Devlin geschrieben und im Jahr 2018 auf Hollywoods Blacklist der besten unverfilmten Skripte aufgenommen. Für den Regieposten wurde der Franzose Samuel Bodin verpflichtet, der zuvor als Schöpfer der Netflix-Serie Marianne größere Bekanntheit erlangte und mit Cobweb sein Spielfilmdebüt feierte. Als Produzenten fungierten Roy Lee für Vertigo Entertainment und Seth Rogen, Evan Goldberg sowie James Weaver für Point Grey Pictures.
Für die Hauptrolle des schüchternen Jungen Peter wurde der Kinderdarsteller Woody Norman verpflichtet, der durch das Filmdrama Come on, Come on internationale Bekanntheit erlangte und unter anderem für einen BAFTA nominiert wurde. Seine Eltern wurden mit Lizzy Caplan und Antony Starr besetzt, während Cleopatra Coleman die Vertretungslehrerin Miss Devine verkörpert.
Die Dreharbeiten mit Kameramann Philip Lozano fanden im Herbst 2020 in der bulgarischen Hauptstadt Sofia statt. Die Indieproduktion in den Nu Boyana Film Studios erfolgte dabei unter strengen Hygiene- und Sicherheitsmaßnahmen im Zuge der COVID-19-Pandemie. Für die visuelle Ästhetik ließ Regisseur Samuel Bodin seinen Hauptdarsteller Woody Norman oftmals selbst die Kamerapositionen und Bildkompositionen bestimmen, um ähnlich wie in Der Babadook das kindliche Gefühl einzufangen, wenn man die eigenen Elternteile zwar hören, aber nicht sehen kann.
Ein Trailer zum Film wurde am 14. Juni 2023 veröffentlicht, ehe Cobweb am 21. Juli 2023 in die US-amerikanischen Kinos kam. Bereits am 11. August 2023 erschien der Film in den Vereinigten Staaten auch digital, ehe am 12. September eine Veröffentlichung auf Blu-ray folgte. Ein Kinostart in Deutschland erfolgte am 1. Mai 2024 unter dem Titel Knock Knock Knock.

## Synchronisation
Die deutschsprachige Synchronisation entstand nach einem Dialogbuch und unter der Dialogregie von Michael Nowka bei EVA Studios Germany.
| Rolle       | Darsteller            | Synchronsprecher   |
| ----------- | --------------------- | ------------------ |
| Peter       | Woody Norman          | Bela Baum          |
| Carol       | Lizzy Caplan          | Marie-Isabel Walke |
| Mark        | Antony Starr          | Norman Matt        |
| Miss Devine | Cleopatra Coleman     | Esra Vural         |
| Brian       | Luke Busey            | Mika Hinz          |
| Sarah       | Debra Wilson (alt)    | Anke Reitzenstein  |
| Sarah       | Olivia Sussman (jung) | Nina Schatton      |
| Schulleiter | Jay Rincon            | Georgios Tzitzikos |

## Rezeption

### Altersfreigabe
In den Vereinigten Staaten erhielt Knock Knock Knock von der MPA aufgrund der Gewalt und Sprache ein R-Rating. In Deutschland vergab die FSK eine Freigabe ab 16 Jahren. In der Freigabebegründung heißt es, die Geschichte über eine dysfunktionale Familie sei mit typischen Genremotiven und Stilmitteln erzählt und baue eine immer bedrohlichere Atmosphäre auf, die in teils sehr drastischen Darstellungen von Gewalt und Tod kulminiere. 16-Jährige würden diese Aspekte den ihnen bereits bekannten Genremustern jedoch zuordnen und sich ausreichend distanzieren können, sodass sich ihnen die Fiktionalität des Geschehens jederzeit erschließe und kein Risiko einer emotionalen Überforderung oder Desorientierung bestehe.

### Kritiken
Knock Knock Knock konnte 59 % der 94 bei Rotten Tomatoes gelisteten Kritiker überzeugen und erhielt dabei eine durchschnittliche Bewertung von 5,9 von 10 Punkten. Bei Metacritic erhielt der Film basierend auf 14 Kritiken einen Metascore von 50 von 100 möglichen Punkten.
Zu einem wohlwollenden Urteil gelangt Dennis Harvey von Variety, für den Knock Knock Knock gerade gruselig genug sei, um seinen Zweck zu erfüllen, aber weitaus uninspirierter als der Überraschungshit Barbarian aus dem Vorjahr wäre. Der atmosphärische Horrorfilm weiche dabei weit genug von der Standard-Slasher-Konvention ab, um das Publikum unterhalten zu können, auch wenn das Gruseltest wohl kaum länger in Erinnerung bleiben werde. Dafür wirke das von Chris Thomas Devlin verfasste Drehbuch zu sehr wie eine Mischung aus altbekannten Horrorkonzepten, die Figuren hätten nicht viel Tiefe, der Erzählung fehle es an Logik und die Wendungen seien vorhersehbar. So lebe Knock Knock Knock vor allem im Moment und nicht in der Nachbetrachtung, wobei der Mangel an originellen Ideen durch intensive Action und Gewalt ausgeglichen werde. Durch schurkisch karikatureske Darbietungen der Darsteller Lizzy Caplan und Antony Starr erinnere der Film dabei zeitweise an Wes Cravens Haus der Vergessenen, auch wenn es Knock Knock Knock an schwarzem Humor fehle. Auch das offene Ende sei enttäuschend, da es den Zuschauer gleichgültig zurücklasse.

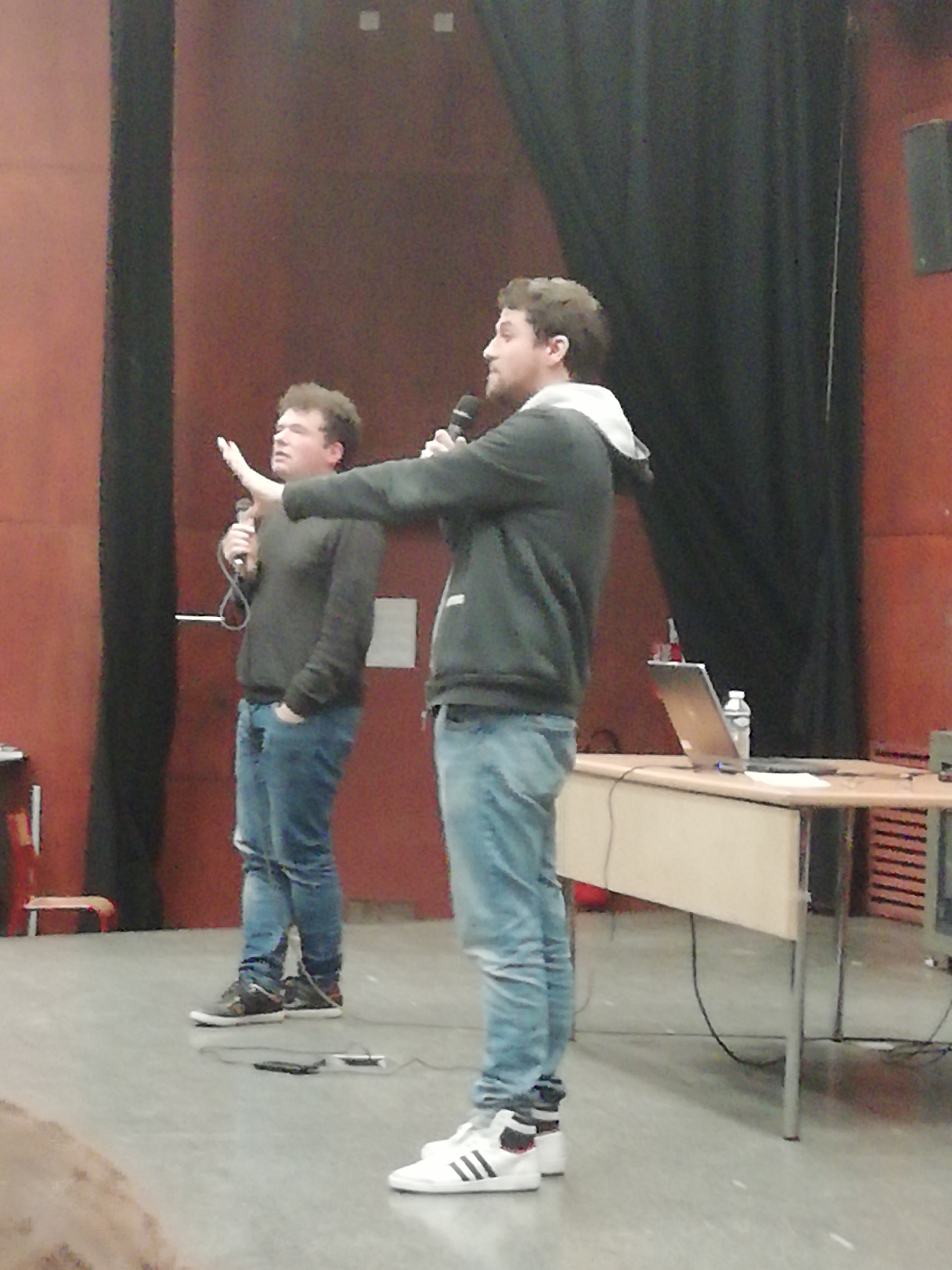
Regisseur Samuel Bodin

Ein durchwachsenes Fazit zieht Karsten Munt vom Filmdienst, für den Knock Knock Knock kindliche Ängste zwar effektiv in garstigen Albtraumsequenzen kanalisiere und das kaputtes Elternhaus zunehmend als brutales Gefängnis psychischer Torturen inszeniere, zum Ende hin aber die uninspirierteste Version des sichtbar gewordenen Horrors offenbare. Die verworrene Erzählung mit vielen falschen Fährten führe dabei zu einem umständlichen Showdown mit zu viel CGI und zu wenig Atmosphäre, dem es an politischem Subtext und schwarzem Humor wie in Wes Cravens Haus der Vergessenen fehle. Auch Frank Arnold von epd Film bescheinigt Knock Knock Knock zwar durchaus interessante Ideen mit erzählerischer und filmsicher Intelligenz, bemängelt aber die fehlende Kohärenz.
Enttäuscht zeigt sich David Rooney vom Hollywood Reporter, für den der spannende, aber nur selten gruselige Knock Knock Knock trotz solider Darbietungen der Darsteller kaum Zugkraft hätte. Der Filmkritiker attestiert dem Spukhaus-Thriller, zwar visuell fesselnd zu sein, wobei Kameramann Philip Lozano großartig auf den Einsatz von Schatten setze, doch von der Erzählung her zu enttäuschen. So gerate die innere Logik des Films nach einem vielversprechenden Aufbau zunehmend durcheinander, während die vagen Auflösungen von Rätseln nicht zufriedenstellend seien und die Geschichte stetig weniger kohärent machen würden.
Ryan Gilbey hebt in seiner Filmkritik für den Guardian zwar die eindrucksvolle Leinwandpräsenz von Kinderdarsteller Woody Norman positiv hervor, attestiert Knock Knock Knock aber zugleich, sich die besten Ideen aus besseren Filmen zu entlehnen und so eine uninspirierte, vorhersehbare Gruselgeschichte zu sein.

### Einspielergebnis
Die weltweiten Einnahmen aus Kinovorführungen belaufen sich auf rund 8,5 Millionen US-Dollar. In den Vereinigten Staaten verzeichnete Cobweb dabei aufgrund des nur limitierten Kinostarts, der fehlenden Bewerbung und der Sommer-Veröffentlichung des Halloween-Films kaum Kinobesucher.